# Königsbach (Rhein)
Der Königsbach ist ein linker Zufluss des Rheins im Süden von Koblenz, Rheinland-Pfalz. Er hat eine Länge von 854 Metern, ein Wassereinzugsgebiet von 0,846 Quadratkilometern und die Fließgewässerkennziffer 25912.

## Beschreibung
Der Königsbach entspringt auf etwa 190 Meter über NN westlich des Dommelberges und fließt in nordöstlicher Richtung an dem Ort Königsbach und der Königsbacher Brauerei vorbei. Kurz vor der Brauerei beginnt die Verrohrung, die die Brauerei und die Bundesstraße 9 unterquert, dann mündet der Königsbach auf etwa 60 Meter über NN gegenüber von Niederlahnstein und südlich von Laubach als linker Nebenfluss in den Rhein.
Der Geologische Lehrpfad des Koblenzer Stadtwaldes erläutert das Königsbachtal als charakteristisches V-Tal.

## Bilder

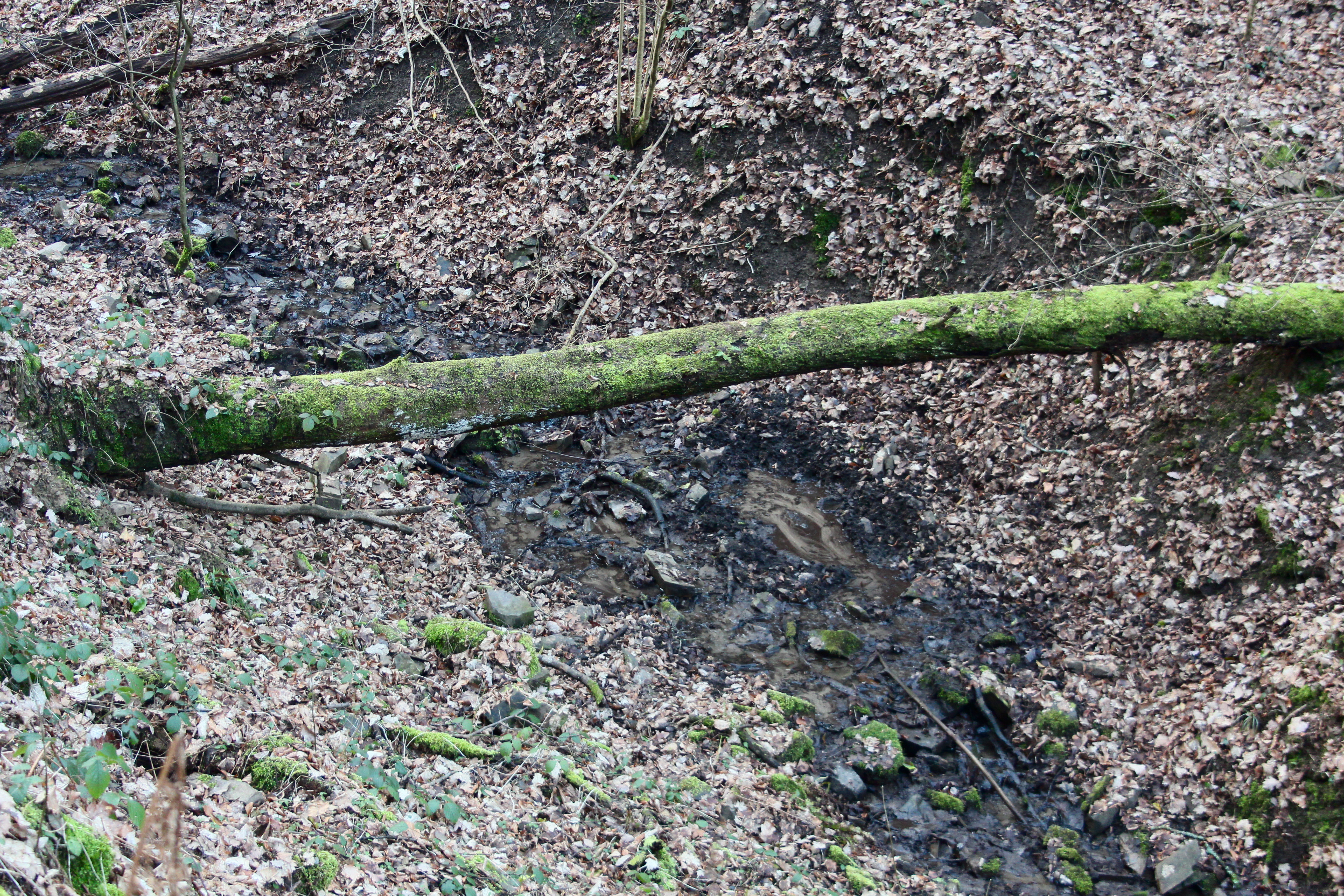
Der Unterlauf des Königsbaches
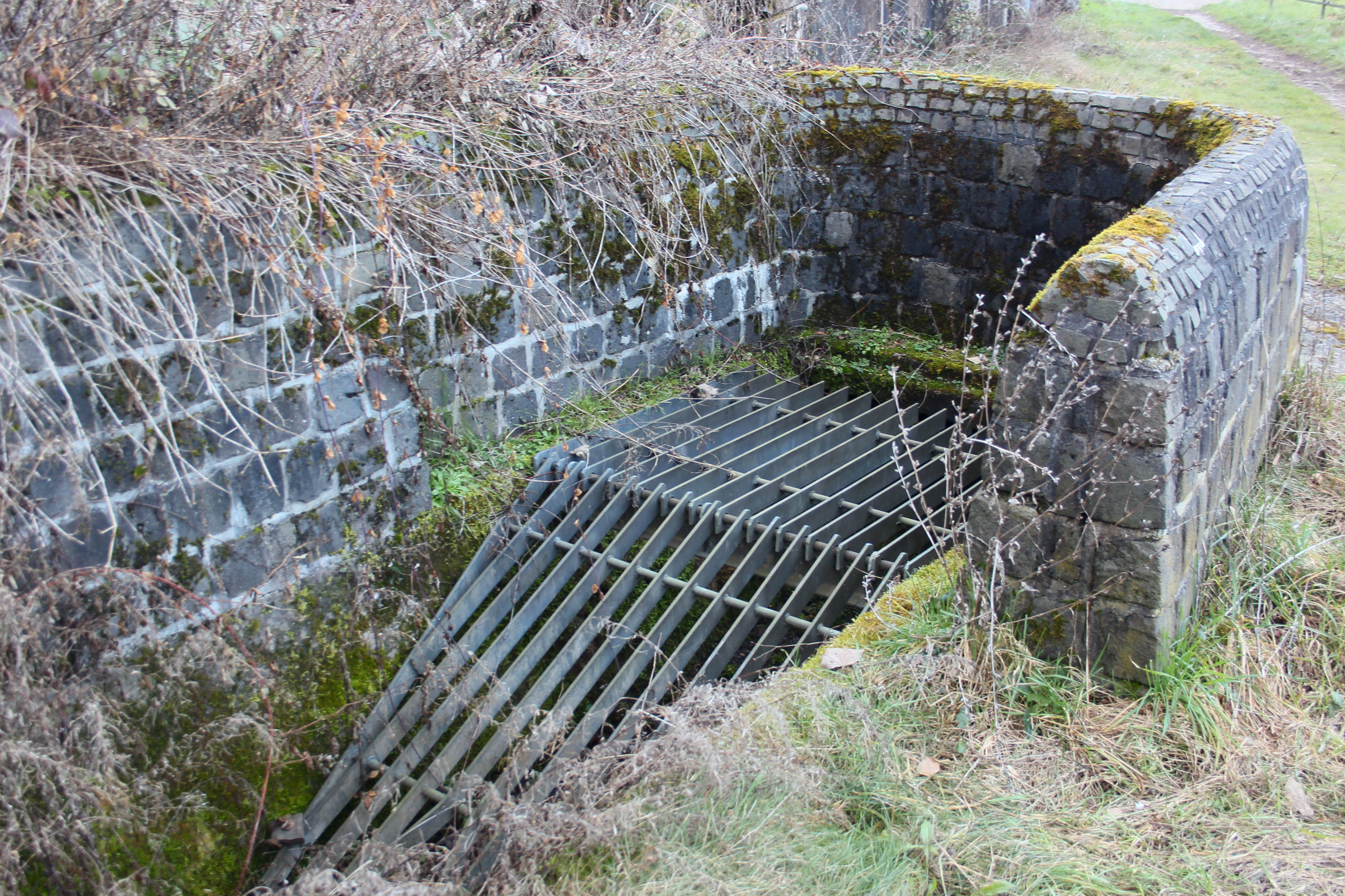
Beginn der Verrohrung kurz vor der Brauerei
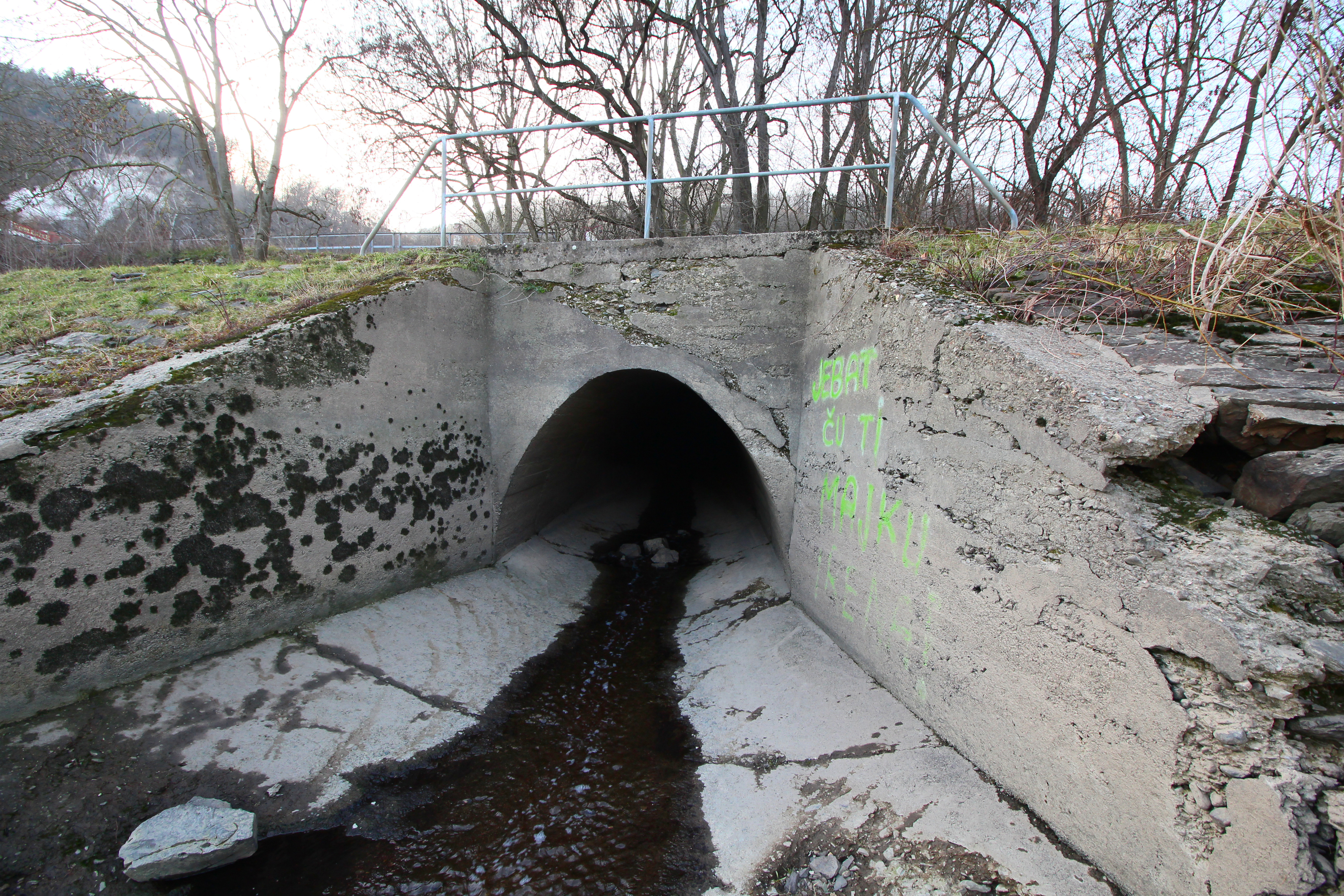
Ende der Verrohrung kurz vor dem Zufluss in den Rhein
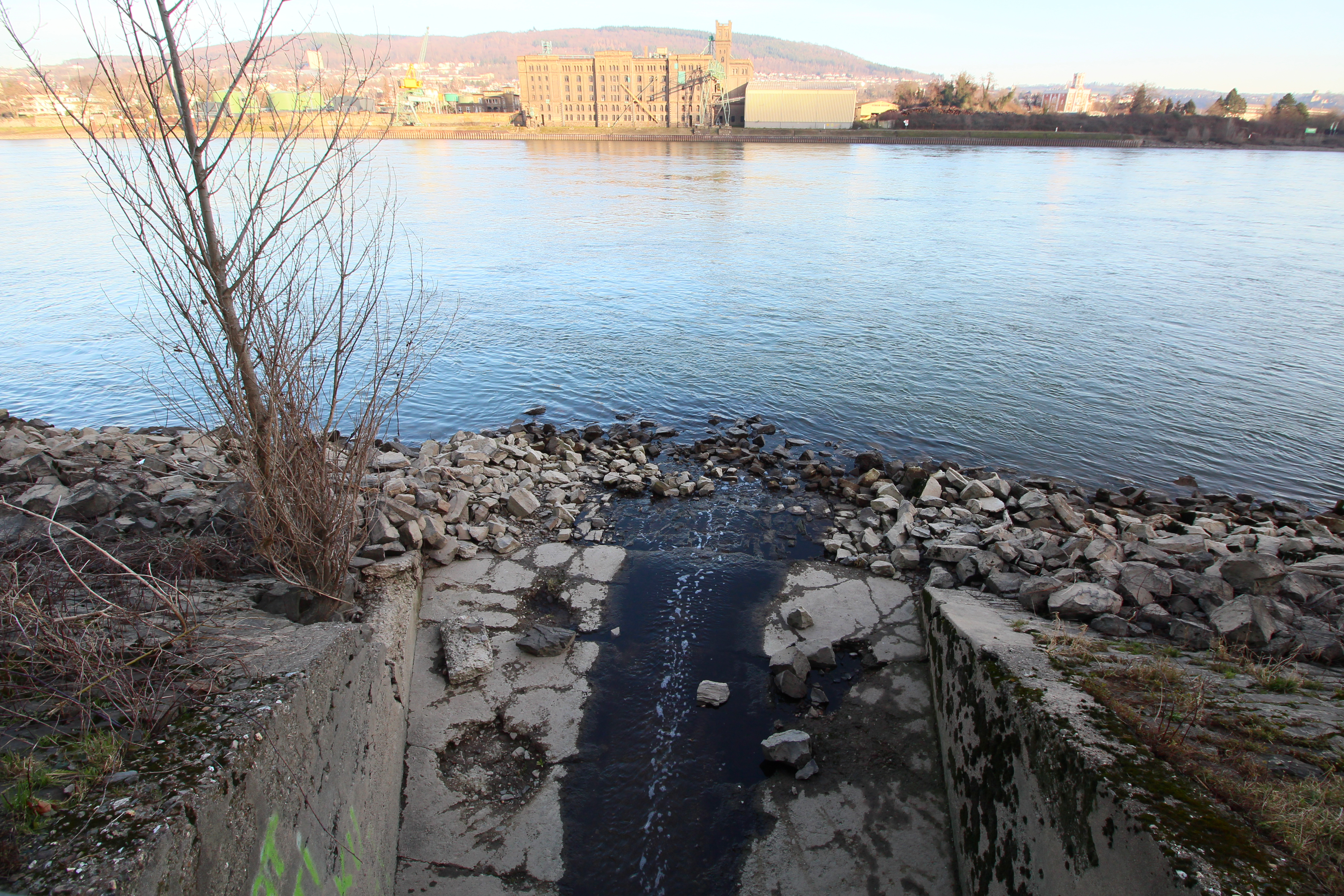
Zufluss in den Rhein